# La Salzadella
La Salzadella – gmina w Hiszpanii, w prowincji Castellón, we wspólnocie autonomicznej Walencja, o powierzchni 49,92 km². W 2011 roku liczyła 850 mieszkańców.